# Riserva naturale del Bajkal
La riserva naturale del Bajkal (in russo Байкальский заповедник, Bajkal'skij zapovednik) è una riserva naturale della Russia della superficie di 1657 km², situata nel rajon di Kabansk, nella repubblica russa di Buriazia in Siberia 150 km a sud-est di Irkutsk. La riserva venne istituita nel 1969 sulla sponda sud-orientale del lago Bajkal. Essa appartiene alla rete mondiale di riserve della biosfera e rientra nel patrimonio dell'umanità del lago Bajkal. La riserva federale (zakaznik) di Kabansk (121 km²) entrò a far parte della giurisdizione della riserva naturale del Bajkal nel 1985.
Dal marzo 2011, è entrato a far parte della riserva anche il territorio della riserva federale di Altačejsk (121 km²) sull'altopiano della Selenga.

## Geografia
Il territorio della riserva copre il settore centrale del crinale spartiacque dei monti Chamar-Daban con la loro vetta più alta, il monte Sochor (2316 m). Il loro versante settentrionale si trova lungo la costa meridionale del Bajkal all'interno del rajon di Kabansk. Sul versante meridionale, il confine della riserva corre lungo la sponda destra del fiume Temnik nei rajon di Džidinsk e di Selenginsk.

## Flora e fauna
Nella riserva crescono più di 1150 specie di piante vascolari superiori (dati del 2021). Molte sono specie rare, endemiche o relitte: 49 sono elencate nel Libro rosso della Buriazia (2013) e 14 nel Libro rosso della Federazione Russa. Circa il 70% del territorio è occupato da una taiga dove prevalgono pini siberiani e abeti rossi, con un sottobosco di pino mugo siberiano e rododendri; il resto è occupato da prati subalpini e tundra alpina.
Per quanto riguarda la fauna, qui sono state censite 52 specie di mammiferi (tra cui la lontra eurasiatica, lo zibellino, l'orso bruno, il cinghiale, il capriolo siberiano e l'alce), 251 di uccelli (tra cui il nibbio bruno, il pecchiaiolo orientale, il gallo cedrone, la pernice bianca e la ghiandaia siberiana), 6 di anfibi e rettili (tra cui la lucertola vivipara, la raganella giapponese, la rana arvale) e 12 di pesci (tra cui il lenok, il taimen e il temolo).